# Girassol (canção)
Girassol é uma canção da cantora brasileira Priscilla Alcantara, com composição e participação de Whindersson Nunes. Foi lançada como single nas plataformas digitais em 12 de dezembro de 2019.[carece de fontes?]

## Composição
A letra da canção foi feita pelo youtuber Whindersson Nunes após a morte do cantor Gabriel Diniz, em maio de 2019. Quando Whindersson compôs a canção, ele pediu para Priscilla cantá-la. Ela gravou uma mensagem de áudio e enviou para ele.
| “ | Eu fiz essa música porque hoje eu acordei tomado pela raiva, entrei no banheiro, comecei a chorar. Eu quero acreditar que tudo tem um motivo, tudo tem um propósito. | ” |
|   | — Whindersson Nunes . |   |

Após Priscila enviar um áudio cantando a canção, Whindersson acabou se emocionando e resolveu divulgar nas redes sociais o resultado. A repercussão na web foi tão grande que levou os dois artistas a gravar uma versão oficial em estúdio. Priscilla afirma que desde a primeira vez que ouviu "Girassol" acreditou no potencial da canção e que decidiu gravar a composição de Whindersson porque a música traduz sua alma e a de muita gente, diz a cantora em nota.
Quanto à temática do single, temos uma letra sobre cura e buscar por uma versão melhor de nós, sendo o Girassol uma analogia ao abandono da escuridão e um foco maior em se voltar para a luz. Com o lançamento do single, cantora e comediante cumprem antiga promessa de parceria.

## Desempenho comercial
Nas primeiras 24 horas de lançamento, ultrapassou 1 milhão de streammings. A canção entrou para o "Top 50" do Spotify no Brasil, ficando em 5° lugar logo na estreia. No ITunes a canção ocupou o 1° lugar no "Top 100 Hits". No YouTube o single soma milhões de visualizações, em seu lançamento foi primeiro lugar da categoria “Vídeos em Alta”. Na plataforma Deezer, o single também alcançou a inédita posição no "Top2" Brasil e "Top7" Global.

## Videoclipe
"Girassol (R&B Version)" ganhou um videoclipe no dia 18 de fevereiro de 2020. Priscilla Alcantara divulgou em seu canal no YouTube o vídeo intimista em plano-sequência (sem cortes) para uma versão R&B da canção.

## Lista de faixas
| Streaming e download digital |                                                      |                   |         |  |
| N.º                          | Título                                               | Compositor(es)    | Duração |  |
| 1.                           | "Girassol (Priscilla Alcantara & Whindersson Nunes)" | Whindersson Nunes | 3:44    |  |
| 2.                           | "Girassol (R&B Version)"                             | Whindersson Nunes | 3:54    |  |

## Créditos
- Priscilla Alcantara - Vocal
- Whindersson Nunes - Composição e vocal
- Johnny Essi - Produção